# Schloss Eller

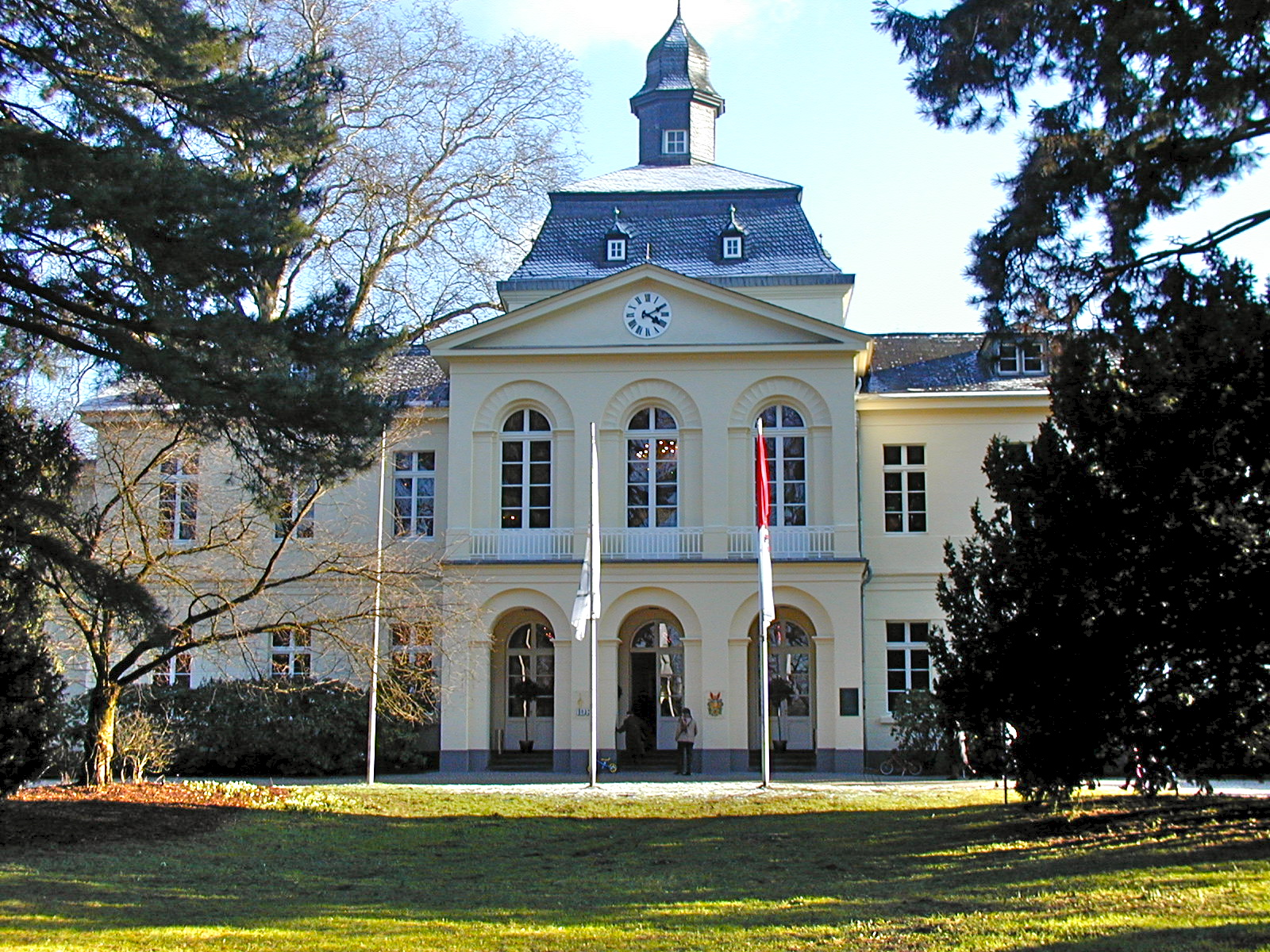
Schloss Eller nach der abgeschlossenen Sanierung und Wiedereröffnung am 6. März 2010

Schloss Eller, bis in die erste Hälfte des 20. Jahrhunderts meist Haus Eller genannt, ist ein 1826 an Stelle einer mittelalterlichen Wasserburg errichtetes Herrenhaus im Düsseldorfer Stadtteil Eller.

## Lage und Umgebung
Die einstige Burg Eller war die Keimzelle des Dorfes Eller, das bis 1909 eine eigenständige Gemeinde war und südöstlich der Düsseldorfer Innenstadt gelegen ist. Das heutige Schloss mit seinen Nebengebäuden ist vom Schlosspark Eller umgeben, der in den Formen eines englischen Landschaftsparks angelegt wurde und mit einer Fläche von mehr als 30 Hektar eine der größten Parkanlagen Düsseldorfs ist. Der Inselpark am Schloss wurde in der ersten Hälfte des 19. Jahrhunderts, der südlich angrenzende Waldpark etwa 80 Jahre später, am Anfang des 20. Jahrhunderts gestaltet.
Der Park verfügt neben dem Schlossweiher über einen Vogelschutzweiher, welche beide vom Eselsbach gespeist werden. Benachbart ist der früher zum Schloss gehörende ehemalige Gutshof Eller, der noch heute landwirtschaftlich genutzt wird. Das einst weit vor den Toren Düsseldorfs in ländlich geprägter Umgebung gelegene Schloss mitsamt Park ist heute eine von vororttypischen Wohnsiedlungen des 20. Jahrhunderts umgebene grüne Insel, die von der Bahntrasse Köln-Duisburg, der Autobahn A 46 sowie der Heidelberger und Deutzer Straße eingegrenzt wird. Die nahe gelegenen Stadtwälder Eller Forst mit anschließendem Unterbacher See und Hasseler Forst haben sich als Reste der früheren Wäldereien erhalten.

## Geschichte

### Die Burg Eller vom Mittelalter bis 1800
Die Burg Eller wurde erstmals 1309 als castrum Elnere erwähnt, war aber sicher weit älter, da die Herren von Elnere bereits seit 1151 als einflussreiches und begütertes Rittergeschlecht genannt wurden und die größten Grundbesitzer im heutigen Stadtgebiet von Düsseldorf gewesen sein dürften. Das Geschlecht derer von Eller ist 1819 erloschen und wird im Namen fortgeführt von den heutigen Freiherren von Eller-Eberstein. Bereits 1230 wurde von einer, später der heiligen Gertrudis geweihten, Burgkapelle berichtet, die 1827 als Pfarrkirche St. Gertrud ins Dorf verlegt wurde. Ein 1950 von der örtlichen Kolpingfamilie gestifteter Gedenkstein für die alte Gertrudiskapelle befindet sich heute an deren früheren Standort vor dem Schloss. Nachdem sich die Herren von Eller erfolgreich bis ins 15. Jahrhundert mit ihrer politischen und militärischen Macht gegen die Errichtung der vollen Landesherrschaft durch die Grafen und Herzöge von Berg widersetzen konnten, wurde die Burg schließlich 1424 durch Herzog Adolf von Jülich-Berg erobert und dem Ritter Heinrich von Elnere/Eller nurmehr gegen Lehnseid zurückgeben. Geschwächt durch häufige Erbteilungen, mussten die Herren von Eller ihren Stammsitz 1448 an Ritter Adolf von Quade verkaufen, der die alte Burg niederlegen und stattdessen bis 1469 eine Wasserburg erbauen ließ. Diese Burg, im Wesentlichen bestehend aus dem heute noch erhaltenen Turm, lag nun auf einer, vom inneren Wassergraben gebildeten, fast quadratischen Insel und war durch den äußeren Wassergraben von einer weiteren Insel mit Vorburg und Wirtschaftshof umgeben. Von der alten Wasserburg Eller sind keine Ansichten, sondern lediglich eine 1821/22 erstellte Karte mit Einzeichnung der Schlossgebäude erhalten, nach der man sich diese Burg ähnlich dem Quadenhof im benachbarten Gerresheim vorstellen muss, als dieser noch von Wasser umgeben war. Nachdem Bertram Quade 1599 ohne Nachkommen verstorben war, zog Herzog Johann Wilhelm von Jülich-Kleve-Berg Eller als erledigtes Mannlehen ein. Nach einem zwanzigjährigen Rechtsstreit um den Besitz trat schließlich Johann von Harff im Jahr 1621 das Erbe an. Einer seiner Nachkommen, Freiherr Josef Clemens von Weichs, tauschte Burg Eller 1710 mit dem Jülicher Kurfürsten Johann Wilhelm (Jan Wellem) gegen Haus Schönforst bei Aachen. Der Fürst ließ das Rittergut im folgenden Jahr in eine staatliche Domäne umwandeln. In den Folgejahren verfiel die Burg zusehends, wurde 1743 Amtswohnung des Bergischen Obristjägermeisters und diente schließlich nur noch als Wohnung des Revierförsters. Seit 1775 befand sich unmittelbar westlich der Vorburg auf dem Gelände des heutigen Stadtteilmuseums der erste Eller Friedhof, bis dieser 1809 auf das Gelände der heutigen Gesamtschule verlegt wurde.

### Neubau des klassizistischen Herrenhauses durch Baron Plessen 1823–1826
Nach dem Wiener Kongress fiel die Schlossanlage 1815 an die preußische Regierung. Diese veräußerte die marode Burg Eller 1823 an den aus Mecklenburg-Schwerin stammenden, königlich preußischen Kammerherrn Freiherr Carl von Plessen (* 1794 in Katelbogen; † 1843 in Reez), der bereits zuvor die Burg Eller bewohnt hatte und wo zwischen 1821 und 1825 seine drei Kinder geboren wurden. Plessen ließ nach dem Kauf unverzüglich die mittelalterliche Anlage bis auf den Burgturm abtragen und einen Teil des inneren Wassergrabens verfüllen. Nach dem Abbruch der alten Burganlage entstand zwischen 1824 und 1826 das heutige, klassizistische Schlossgebäude unter Einbeziehung des mittelalterlichen Burgturms nach Plänen, die dem Baumeister Adolph von Vagedes zugeschrieben werden und der bis heute weitgehend erhaltene landschaftliche Inselpark mit dem Gartenparterre anstelle der früheren Vorburg. Mehrere Platanen, Rotbuchen und Mammutbäume, die den heutigen Schlosspark prägen, stammen noch aus dieser Zeit. Die vielzitierte Gestaltung des Schlossparks durch Maximilian Friedrich Weyhe, für den später ein Gedenkstein auf der kleinen Insel neben dem Schloss errichtet wurde, ist denkbar, aber nicht belegt. In seinem Nachlass fanden sich keine Planungen oder Pflanzlisten zum Eller Schlosspark. Der Gedenkstein mit Weyhes Todesjahr 1846, der ursprünglich von einer Schale gekrönt war, befand sich einst in einem benachbarten, ausgedehnten Park zwischen Kikweg und Eselsbach östlich des Gasthofes Jägerhaus und wurde erst nach der Abholzung dieses Parks in den 1920er oder frühen 1930er Jahren in den Schlosspark Eller versetzt.
Plessen konnte erhebliche Ländereien hinzu erwerben und erreichte, dass Haus Eller durch Kabinettsorder in die Matrikel der landtagsfähigen Rittergüter aufgenommen wurde. Trotz seiner großen Bemühungen veräußerte Baron Plessen Schloss Eller bereits 1838 an den Domänenrat und Rendanten des Bergischen Schulfonds Johann Heinrich Wolters aus Düsseldorf. Plessen kehrte in seine mecklenburgische Heimat zurück, wo er mit dem Verkaufserlös von 1838 bis 1840 das Herrenhaus Reez errichten ließ. 1842 verkaufte Domänenrat Wolters nach nur vier Jahren Besitz Eller an den Grafen Werner von der Recke-Volmarstein, einem Verwandten des Vorbesitzers Carl von Plessen. Auch er blieb nur ein Jahr Eigentümer des Schlosses und stieß es offenbar wegen der 1843 erfolgten Baukonzession für die südlich an das Schlossareal angrenzende Bahnstrecke wieder ab.

### Prinzessin Luise von Preußen als Schlossherrin von 1843 bis 1882

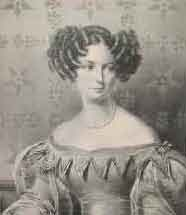
Luise Prinzessin von Preußen
Zeichnung von Franz Krüger (1797–1857)

Die 1799 geborene Prinzessin Luise von Preußen, geborene Prinzessin von Anhalt-Bernburg war seit 1817 mit Prinz Friedrich von Preußen, einem Neffen König Friedrich Wilhelms III., verheiratet, mit dem sie die beiden Söhne Prinz Alexander (1820–1896) und Prinz Georg (1826–1902) hatte. Seit 1821 lebte die Familie auf Schloss Jägerhof in Düsseldorf, wohin Prinz Friedrich als Divisionskommandeur versetzt worden war. Für die junge Prinzessin Luise und ihre Söhne war Schloss Eller mit seinem englischen Park und anschließendem Forst der bevorzugte Ausflugsort, bis sie schließlich im Jahre 1843 Schloss und Gut Eller selbst erwerben konnte. Zunächst wehrte sie sich erfolglos gegen den Bau der 1845 eröffneten Bahntrasse südlich des Schlossareals, doch widmete sie sich dann mit großer Liebe ihrem neuen Besitz. Wegen der Revolution von 1848 musste sie mit ihrer Familie den Wohnsitz zurück nach Berlin verlegen. Dort erkrankte Prinzessin Luise an einem schweren Nervenleiden, das sie von ihrer Mutter geerbt hatte, und bei einem Besuch in Eller 1855 verschlechterte sich ihre Krankheit derart, dass aus dem geplanten Sommeraufenthalt ein dauernder wurde. Bis zu ihrem Tod am 9. Dezember 1882 lebte sie zurückgezogen mit ihrem kleinen Hofstaat, dem der Kammerherr Graf von Roedern vorstand, auf Schloss Eller. Ihr Mann verblieb in Berlin, feierte jedoch alljährlich den gemeinsamen Geburtstag des Paares in Eller. Prinzessin Luise widmete sich bis ins hohe Alter den Park- und Gartenanlagen und als begabte Zeichnerin der Malerei. Von ihr sind einige Ansichten des Schlosses und der Umgebung erhalten geblieben, die ihr Sohn Georg 1902 dem Düsseldorfer Stadtmuseum vermacht hatte. Von ihrem Zeichen- und Mallehrer Friedrich Heunert stammt ein Ölgemälde von Schloss Eller, das sich heute ebenfalls im Besitz des Stadtmuseums befindet und das anlässlich der Bundesgartenschau 1987 als Porzellankunstteller reproduziert wurde.

### Schloss Eller im Besitz der Familie Vohwinkel / v. Krüger von 1883 bis 1938
Luises Sohn Prinz Alexander veräußerte Schloss und Gut im Juni 1883 an den Gelsenkirchener Holzgroßhändler und Geheimen Kommerzienrat Friedrich Vohwinkel, der die Terrasse östlich des Haupthauses mitsamt einer nach 1950 wieder entfernten Säulenloggia mit Balkon anlegen ließ. Kommerzienrat Vohwinkel war im März 1896 einer der Gründer der Rheinischen Bahngesellschaft. Der Unternehmer nutzte Schloss Eller zunächst nur als Sommersitz und als Ziel seiner zahlreichen Jagdgesellschaften, bevor er 1898 seinen Wohnsitz endgültig dorthin verlegte und im September 1900 dort verstarb.

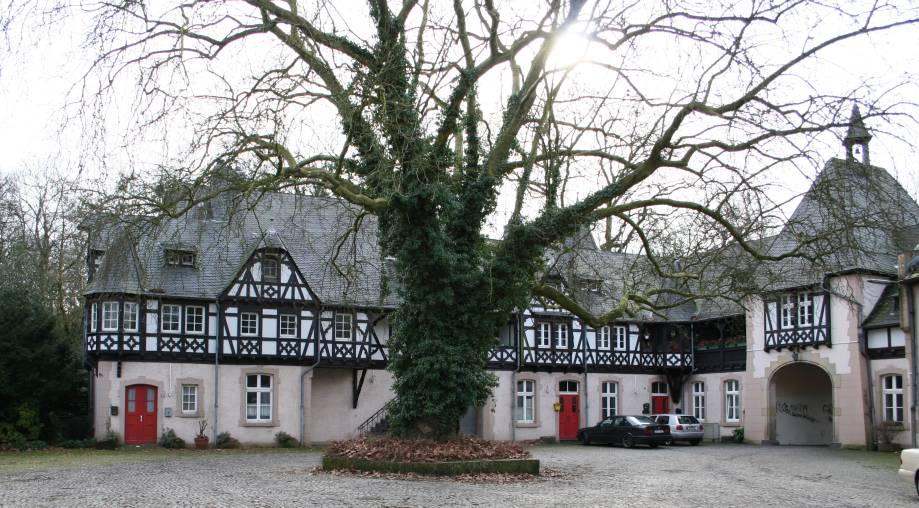
Wirtschaftsgebäude im Schlosshof

Nach dem Tode Vohwinkels ging der Besitz an seinen Schwiegersohn, den 1859 in Berlin geborenen, preußischen Geheimen Regierungsrat Hermann von Krüger über, der 1891 in Eller Clara Vohwinkel (* 1871 in Gelsenkirchen) geheiratet hatte. Durch Hermann von Krüger bekamen Schloss, Nebengebäude und Park ihre heutige Gestalt. Er ließ 1902 am Hauptgebäude einige Erweiterungen im Stil des Haupthauses hinzufügen: den zweigeschossigen Flügel hinter dem Turm, die Verlängerung des Westflügels um eine Fensterachse und einen holzgetäfelten Saal im Erdgeschoss an der Ostseite des Schlosses. Ab 1902 ließ er nach Plänen von Architekt Josef Kleesattel auch die alten Wirtschaftsgebäude der Vorburg durch die noch heute bestehenden Gebäude mit Wohnungen für die Angestellten und Stallungen ersetzen und im Jahr 1909 das Bootshaus mit darüberliegender Gärtnerwohnung und separat vor dem Westtor ein Chauffeurshaus, das heutige Stadtteilmuseum, neu errichten, auf dessen Gelände sich von 1775 bis 1809 der erste Friedhof Eller befand. Für den Wirtschaftsbetrieb wurde westlich des äußeren Grabens ein neuer Gutshof angelegt. Der Schlosspark, dessen südliche Begrenzung bislang der Eselsbach war, wurde durch Aufforstungen nach Süden hin erweitert. Es entstand ein durch geschwungene Parkwege erschlossener Waldpark mit ausgedehnten Wiesenflächen und einer neuen Teichanlage. Er bildete zunehmend eine selbstverständliche Einheit mit dem einstigen Inselpark am Schloss. Im Jahr 1909 wurde Schloss Eller nach Düsseldorf eingemeindet.
Das lutherische Ehepaar stiftete im überwiegend katholischen Eller das Grundstück und Kapital für den Bau der nahe gelegenen evangelischen Schlosskirche Eller, die 1905 eingeweiht wurde, sowie für das dazugehörige Pfarrhaus. Von Krüger veranlasste zudem archivalische Forschungen zur Geschichte von Schloss Eller und seiner Besitzer durch den angehenden Staatsarchivrat Hans Schubert, der seine Forschungsergebnisse 1911 in dem Buch Haus Eller bei Düsseldorf veröffentlichte. Das von Krüger’sche Ehepaar wurde 1919 um den überwiegenden Teil der zum Schloss gehörenden Ländereien enteignet, erhielt jedoch Entschädigung. Da es ohne Nachkommen blieb und die Umgebung zusehends städtischeren Charakter annahm, verkauften sie das Schloss 1938 mitsamt den verbliebenen Ländereien für 2,4 Millionen Reichsmark an die Stadt Düsseldorf, die insbesondere am Erwerb neuen Baulandes interessiert war, während von Krügers vertraglich lebenslanges Wohnrecht im Schloss zugesichert wurde. Formaljuristisch wurde die Stadt erst 1948 Eigentümerin von Schloss und Park, nachdem die letzte Rate des Kaufpreises ausgezahlt worden war – wenige Tage vor der Währungsreform, als dieses Geld allerdings faktisch wertlos war. Hermann von Krüger starb nach langer Krankheit am 2. April 1940 in Düsseldorf-Eller. Seine Witwe Clara war bereits lange vor seinem Tod nach Süppelbach bei Wermelskirchen gezogen, wo sie 1913 ein Kinderheim für elternlose Jungen errichtet und das sie später zum Erholungsheim umgebaut hatte, wo sie 1954 auch verstarb.

### Schloss Eller in städtischem Besitz seit 1938
Die Stadt Düsseldorf hatte zunächst die Absicht, den Eller Schlosspark zu einer Art Volkspark auszubauen und im Bereich des Waldparks eine größere Freibadanlage zu errichten. Der Zweite Weltkrieg verhindert jedoch die Umsetzung weitreichender Pläne.
In der Folgezeit diente das Gebäude vorübergehend als Heim der Hitlerjugend, wurde nach dem Zweiten Weltkrieg erst von amerikanischen, dann britischen Truppen beschlagnahmt und nach deren Abzug als Altersheim genutzt. 1950 wurde der gesamte Schlosspark, im Wesentlichen so, wie ihn von Krüger 1938 der Stadt veräußert hatte, mit einem großen Volksfest der Öffentlichkeit übergeben. Das Wegenetz im Waldpark wurde ausgebaut und ein großzügiger Kinderspielplatz angelegt. Der Park erhielt einen gestalteten, platzartigen Haupteingang an der Deutzer Straße. Der ältere Inselpark am Schlossgebäude blieb gestalterisch nahezu unverändert. In den zum Schloss gehörenden Obstgärten nordwestlich der Schlossanlage wurde 1959 der Wasserspielplatz Eller eröffnet, der 2014 abgerissen und neu gebaut wurde.
Schloss Eller wurde 1969 grundlegend renoviert, um dort am 1. September 1970 die zwanzig Jahre zuvor gegründete Modeschule Düsseldorf im Herrenhaus aufzunehmen. Die Sanierung erfolgte allerdings noch nicht auf Grundlage des Denkmalschutzes, weshalb die Innenräume des Schlosses durch die funktionale Anpassung an die Schulnutzung eher verunstaltet wurden. Auf dem zum Schlossareal gehörenden Gelände vor dem Hauptportal wurde im Oktober 1973 der Abenteuerspielplatz Eller eingerichtet. Nachdem die Modeschule das Gebäude 2003 verließ und nach Mönchengladbach zog, stand das Herrenhaus sieben Jahre lang leer. Die Wirtschaftsgebäude des Schlosses waren bis 2007 von städtischen Mitarbeitern des Gartenamtes bewohnt und standen danach fast zehn Jahre leer, in denen sich der bauliche Zustand insbesondere der Fachwerkkonstruktionen verschlechterte und statische Sicherungsmaßnahmen erforderlich wurden.
Im Oktober 2003 erteilte die Stadt Düsseldorf zunächst den Zuschlag für eine 30-jährige Anmietung des Schlosses der Provinzial Rheinland, die dort ihr Ausbildungszentrum einzurichten beabsichtigte. Während der langwierigen Mietverhandlungen kam die Stadt der Provinzial entgegen und bot ihr schließlich den Abschluss eines Erbbaurechtsvertrages über 50 Jahre an. Der Vertrag war in der Öffentlichkeit umstritten, insbesondere nachdem bekannt geworden war, dass der Düsseldorfer Oberbürgermeister Joachim Erwin einen Sitz im Verwaltungsrat des Provinzial-Konzerns innehatte und dafür Bezüge erhielt. Jedoch wurden nach dreieinhalb Jahren die Vertragsverhandlungen 2007 ergebnislos beendet, da sich keine Lösung für den Standort eines von der Provinzial gewünschten Gästehauses im Umfeld des Schlosses fand.
Das Schloss wurde schließlich im Januar 2008 an die Stadttochter Industrieterrains Düsseldorf-Reisholz Aktiengesellschaft (IDR) als Erbbaurecht abgegeben, die das Herrenhaus unter der Regie des IDR-Vorstands Heinrich Pröpper und unter denkmalpflegerischen Gesichtspunkten nach Plänen des Düsseldorfer Architekturbüros RKW Rhode Kellermann Wawrowsky sanieren ließ und am 6. März 2010 wieder eröffnet hat. Nach Ablauf des Erbbaurechts von maximal 99 Jahren wird das Schloss mit allen Nebengebäuden spätestens 2109 wieder an die Stadt Düsseldorf zurückgegeben werden. Die Repräsentationsräume aus dem 19. Jahrhundert wurden durch Freilegung vermauerter Türdurchgänge, übermalter Holzvertäfelungen und Wandfriese wiederhergestellt. Im Bergfried, in dem ein neues Treppenhaus aus Sichtbeton mit Aufzug eingebaut wurde, ist unter der Wandschlämme das alte Mauerwerk des 15. Jahrhunderts sichtbar gemacht worden. Die IDR ist Betreiberin des Herrenhauses und vermietet die Räumlichkeiten für Tagungen, Seminare, Hochzeiten, öffentliche Empfänge und private Feiern. So empfing dort die nordrhein-westfälische Landesregierung unter Hannelore Kraft am 28. Januar 2014 Schwedens Kronprinzessin Viktoria und ihren Mann Prinz Daniel mit einem festlichen Abendessen. Das ansonsten nicht öffentlich zugängliche Schlossinnere kann seit 2011 an einem Herbstwochenende bei dem alljährlichen „Düsseldorfer Herbstfestival Schloss Eller“ kostenpflichtig besichtigt werden. Seit 2015 ist Schloss Eller auch fester Sitz für die geschlossenen Sitzungen der im selben Jahr gegründeten Stiftung Deutsches Institut für Wissensentwicklung (INFW).
Im ehemaligen Forst- und Chauffeurhaus westlich des Schlosses eröffnete der Arbeitskreis Kultur im Stadtbezirk 8 am 18. Oktober 2011 das historische Stadtteilmuseum „Forum 8 – Bezirksmuseum für Eller, Lierenfeld, Unterbach und Vennhausen“ mit einer Dauerausstellung, die an Wochenenden geöffnet ist. Die IDR wollte nach der geplanten Sanierung der Wirtschaftsgebäude im Schlosshof ein dortiges Boardinghouse mit Apartments für Geschäftsleute und im Bootshaus eventuell ein Café einrichten, sah sich aufgrund der Auflagen des Denkmalschutzes zu einer wirtschaftlichen Instandsetzung jedoch nicht in der Lage. Der Privatinvestor Rolf Heitmann trat 2016 in den Erbbaurechtsvertrag der IDR ein und begann Ende desselben Jahres mit der Sanierung der Wirtschaftsgebäude und des Bootshauses, wo er in Abstimmung mit der Denkmalpflege bis 2018 13 Mietwohnungen zwischen 70 und 200 m² herstellte. Das Schloss selbst und das Forsthaus verbleiben bei der IDR.

## Architektur

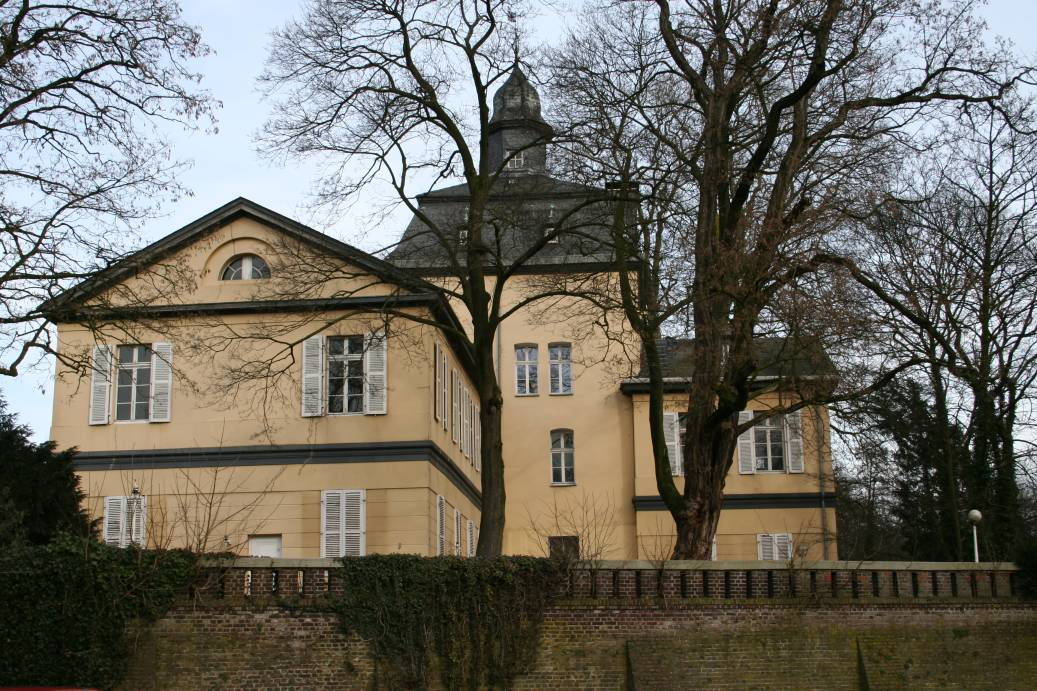
Schloss Eller mit dem Turm der alten Wasserburg im Zentrum

Das Herrenhaus wurde im Stil des Klassizismus als schlichter, langrechteckiger und zweigeschossiger Baukörper mit flachem Satteldach errichtet. Die symmetrische Hauptfassade mit ursprünglich neun Fensterachsen ist durch einen mit Dreiecksgiebel bekrönten, dreiachsigen Mittelrisalit gegliedert, an den sich zu beiden Seiten dreiachsige Seitenflügel anfügen. Dem westlichen Flügel ließ Krüger eine weitere Fensterachse anbauen, doch durch die umstehenden, mächtigen Bäume ist der symmetrische Eindruck nicht allzu sehr beeinträchtigt. In der Mittelachse ist hinter dem Bau von 1826 der mittelalterliche Bergfried der ehemaligen Wasserburg angeschlossen, hinter dem 1902 durch Hermann von Krüger ein weiterer kurzer Flügel, der sogenannte Küchen- und Gesindebau, im Stil des Haupthauses angefügt wurde. Der Turm ist mit einer als Mansardkonstruktion erbauten Dachhaube mit Dachreiter bekrönt, die noch dem Barock entlehnt ist. Die mit gelb gestrichenem Putz versehene Anlage ist trotz der unterschiedlich alten Bauteile von einheitlicher Gesamtwirkung. Die 1902 hinzugefügten Fensterläden wurden bei der Sanierung 2009 wieder entfernt, während die aus derselben Zeit stammende Uhr im Dreiecksgiebel des Mittelrisalits erhalten wurde.
Im Inneren des Hauses sind die Eingangshalle mit apsisförmigen Wandnischen und zurückhaltendem Stuckdekor sowie der große Saal im Obergeschoss, heute Prinzensaal genannt, mit Pilastern, ornamentalem Stuckdekor an Wänden und Kassettendecke und zwei in Nischen eingestellten Originalöfen im Stil des Klassizismus aus den 1820er Jahren erhalten, ebenso der 1902 eingerichtete holzgetäfelte Saal mit zurückhaltendem neobarocken Dekor im Erdgeschoss, der seit der Sanierung „Salon Prinzessin Luise“ genannt wird. Der darüber gelegene Saal im Obergeschoss („Salon Prinz Georg“) ist mit einer dekorativen Holzbalkendecke mit stilistischen Anklängen an den geometrischen Jugendstil versehen. Im angrenzenden Nebenraum wurden nach der Restaurierung Reste der Wand- und Deckenbemalungen freigelegt und sichtbar gemacht. Die übrigen Räume waren seit jeher ohne nennenswerten Innenschmuck, auch gab es nie ein repräsentatives Treppenhaus, bis 2009 die organisch geformte Freitreppe im mittelalterlichen Turm eingebaut wurde, die sich mit ihren Sichtbetonoberflächen und dem Edelstahlgeländer gestalterisch vom Rest des Hauses abgrenzt.
Die mittelalterlich wie malerisch anmutenden zweigeschossigen Wirtschaftsgebäude des Schlosses samt Bootshaus entstanden erst 1902 bis 1909 in gotisierenden bzw. renaissanceähnlichen Formen und ersetzten ältere Gebäude. Die Obergeschosse sind als sichtbares Fachwerk konstruiert und mit einigen Erkerchen und Türmchen versehen, die Putzfelder der Fassaden in Rosa gefasst. Architektonisches Vorbild waren Häuschen dieser Art, insbesondere das als Weinhaus dienende „Bacharacher Haus“ auf der Düsseldorfer Gewerbeausstellung von 1902, das dem Schlossherrn von Krüger besonders gefallen hatte. Dieses Bacharacher Haus wiederum war eine Adaption des 1389 erbauten „Alten Hauses“ in Bacharach, das sein heutiges Erscheinungsbild mit dem markanten Renaissance-Fachwerk um 1586 erhielt.
Schloss und Wirtschaftshof befinden sich auf einer Insel, die durch den äußeren Wassergraben der früheren Burg gebildet wird. Das Haupthaus ruht unweit der Rück- und Ostseite auf Stützmauern und grenzt dort direkt an dem zum Weiher aufgeweiteten Graben. Das Gartenparterre vor dem Schloss war ursprünglich durch eine zentrale Beetrotunde bestimmt, die in der 1. Hälfte des 20. Jahrhunderts aufgegeben wurde.
Das Schloss wurde mitsamt Wirtschaftsgebäuden, Bootshaus und Forsthaus 1984 in die Denkmalliste der Stadt Düsseldorf eingetragen, der Schlosspark als Gartendenkmal und die vom Schlossgraben umgebene Anlage als Bodendenkmal ausgewiesen. Der Denkmalwert von Schloss Eller beruht auf dem noch weitgehend erhaltenen Ensemble aus der Anfang des 19. Jh. klassizistisch umgestalteten Schlossanlage und dem zeitgleich entstandenen, kleinen landschaftlichem Inselpark sowie der etwa 80 Jahre später entstandenen – ebenfalls landschaftlich gestalteten – südlich angrenzenden Waldparkerweiterung.